# باشگاه ورزشی فلیمز یونایتد
باشگاه ورزشی فلیمز یونایتد یک باشگاه فوتبال حرفه‌ای از سینت مارتن است که در حال حاضر در لیگ برتر سینت مارتن بازی می‌کند. زمین اصلی باشگاه، مجموعه ورزشی رائول ایلیج در فیلیپسبورگ، پایتخت این کشور است. این باشگاه همچنین یک تیم فوتسال دارد.